# Певческая слобода
Пе́вческая слобода́ — одна из московских слобод. Существовала в Москве в XV—XVIII вв. в пределах современного Таганского района.
Певческая слобода была образована в XV столетии и располагалась неподалеку от Таганной слободы, на той территории Белого города, которую ныне занимает названный в честь бывшей слободы Певческий переулок, находящийся между Маросейкой, Покровкой и Солянкой. Создание слободы было тесно связано с наличием при православных церквях особых митрополичьих певчих, появление которых относится к XV веку.
Согласно данным 1626 года, при патриархе Филарете было 29 певчих, а к концу XVII века их число выросло до 50. За свою службу певчие получали с патриаршего житного двора съестные припасы — до 400 четвертей ржи и столько же овса, а из патриаршей казны им выделялось жалование деньгами. Так, в 1626 году выделялось 186 рублей на 29 певчих, а в 1698 году — 309 рублей на 50 певчих. Также они получали и другие доходы — деньги славленые, служебные, пошлинные, милостынные и наградные за отдельные богослужения.